# Чирва Володимир Федорович
Володимир Чирва (2 травня 1943, с. Шатравине, Липоводолинський район, Сумська область) — український педагог, викладач, ректор Глухівського педагогічного інституту (1996—1999).

## Життєпис
Народився 2 травня 1943 у с. Шатравине Липоводолинського району Сумської області, у постійній зоні окупації большевицької Московії.
У 1961—1970 — навчався на фізико-математичному факультеті Сумського державного педагогічного інституту імені А. С. Макаренка.
У 1960—1962 — учитель праці та фізичного виховання Панасівської восьмирічної школи (с. Панасівка, Липоводолинський район).
Із 1962 по 1965 — радіотелеграфіст, заступник командира взводу військової частини в Німецькій Демократичній Республіці.
Серпень-грудень 1965 — учитель праці та фізичного виховання Липоводолинської восьмирічної школи.
Грудень 1965 — січень 1969 — учитель фізики та математики Московської середньої школи (с. Московське, Липоводолинський район).
Січень 1981 — кандидат філософських наук.
Жовтень 1991 — червень 1992 — консультант по роботі органів освіти та культури виконкому Обласної ради.
Червень 1992 — серпень 1994 — завідувач сектору з соціально-культурних питань Сумської обласної державної адміністрації.
Серпень-листопад 1994 — провідний спеціаліст відділу у справах релігії Обласної ради.
Грудень 1994 — червень 1995 — виконувач обов’язків завідувача відділу у справах релігії виконкому Обласної ради.
Червень 1995 — березень 1996 — завідувач відділу у справах релігії виконкому Обласної ради.
Вересень 1991 — березень 1996 — старший викладач, доцент кафедри філософії та соціології Сумського державного педагогічного інституту імені А. С. Макаренка.
20 березня 1996 — 25 жовтня 1999 — ректор Глухівського державного педагогічного інституту.
26 жовтня 1999 — 21 січня 2005 — начальник управління освіти та науки Сумської обласної державної адміністрації.
31 січня — 14 лютого 2005 — виконувач обов’язків ректора Сумського обласного інституту післядипломної педагогічної освіти.
З 1 жовтня 2005 з перервами до 28 лютого 2015 працював на посаді доцента кафедри філософії Глухівського національного педагогічного університету імені Олександра Довженка.